# Панталер

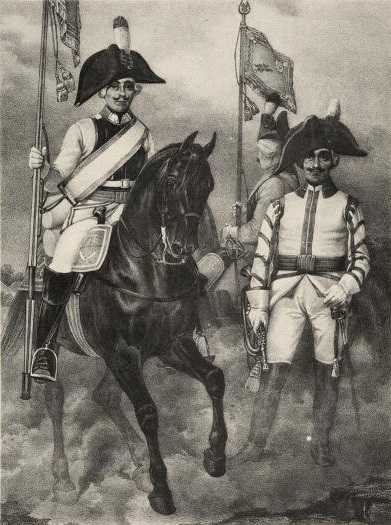
Эстандарт-юнкер Екатеринославского (виден панталер) и трубач Казанского Кирасирского полков, 1797—1801 года.

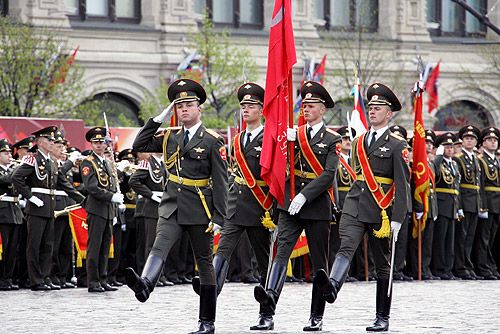
Знамённая группа военнослужащих ВС России на параде 9 мая 2005 года, видны панталеры.

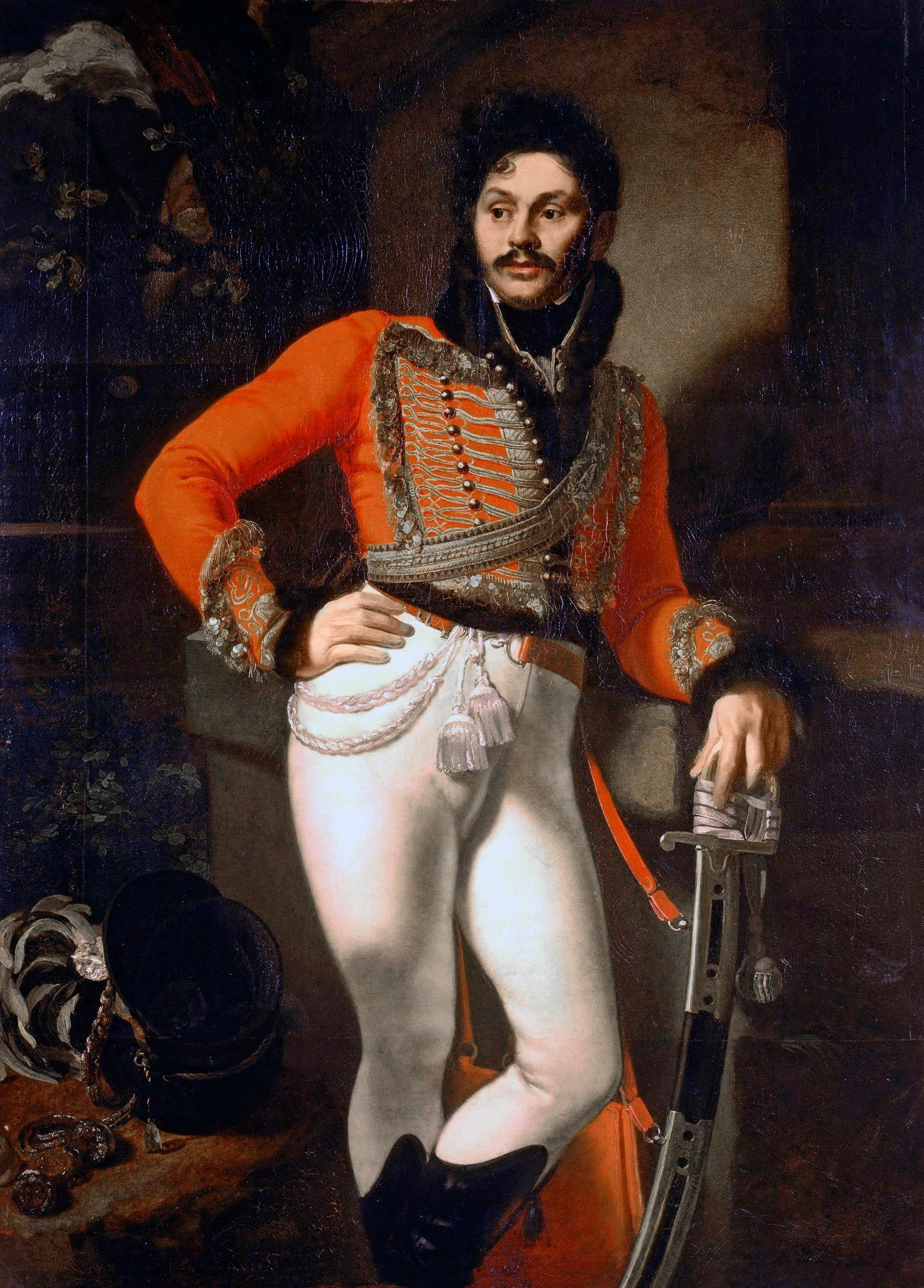
О.Кипренский «Портрет лейб-гусарского полковника Евграфа Владимировича Давыдова», видны панталер и ташка.

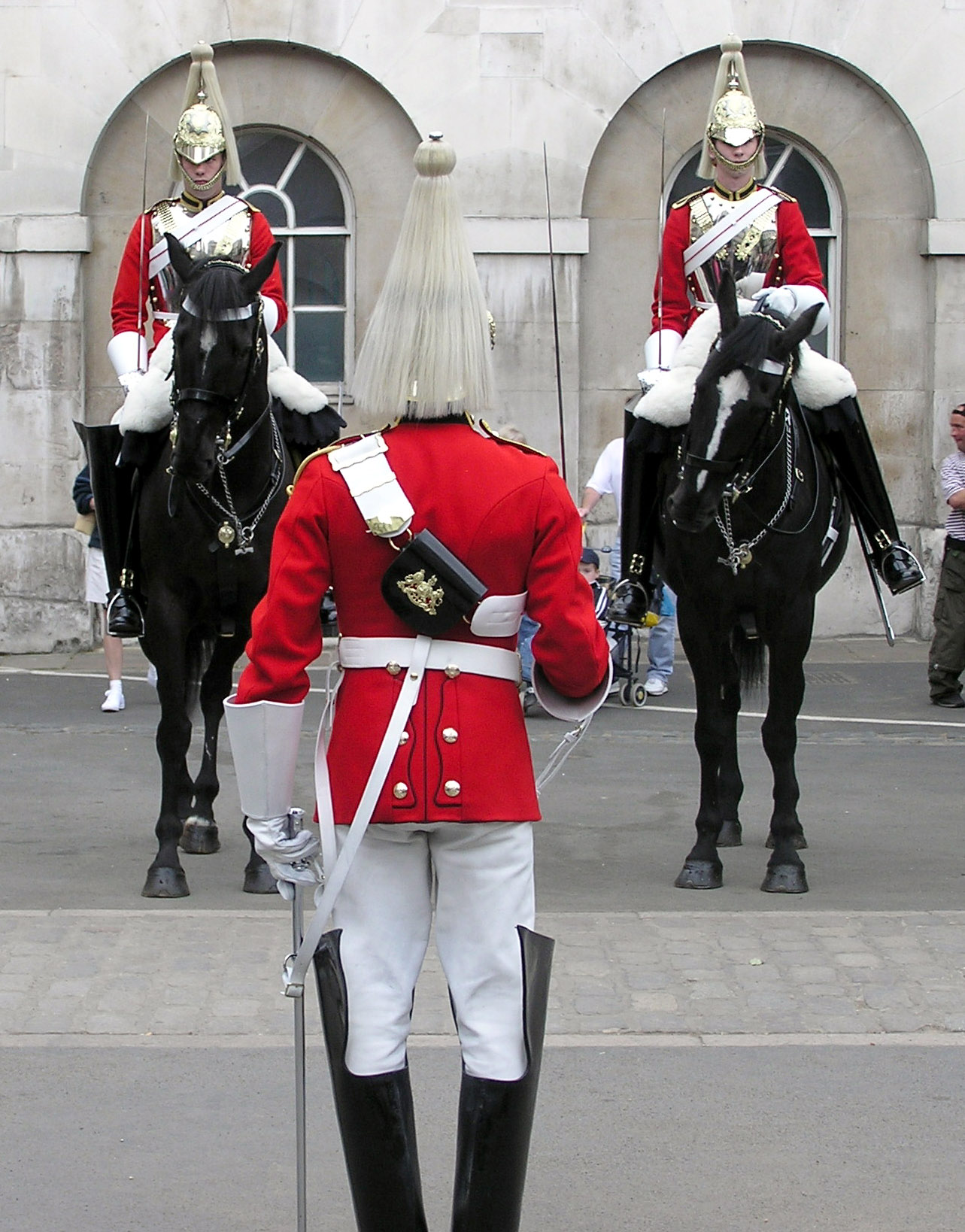
Смена лейб-гвардейского караула, видны пикельхельмы, панталеры и ботфорты, Лондон.

Панталер, бандальер (от нем. Band — «лента, тесьма») — перевязь через плечо:
1. знаменосца, предназначенная для ношения знамени или штандарта и элемент обмундирования ассистентов знаменосца, входит в знамённый комплекс и является его элементом;
2. гусара (кавалериста), в XVIII — первой половине XIX веках, предназначенная для крепления штуцера, карабина, мушкетона (тромблона) или лядунки (патронной сумки), являлась элементом снаряжения изготавливалась из кожи и имела крепления (зацепы, крюки) для огнестрельного оружия и коробки (лядунка) для боеприпасов. Позднее — расшитая галуном перевязь, к которой в конном строю пристёгивали древко штандарта, нижним концом упирающегося в бушмат — гнездо при правом стремени седла кавалериста[1].

Как правило, панталер изготавливается из дорогостоящих материалов и богато украшается вышивкой, бахромой, кистями, лентами.
В различных источниках называется пантолером (бандульера (женское), бандалер (мужское), бандальером, бандильером, бандельером (исп. bandolera — «перевязь, плечевой ремень»).

Во время боя он цеплял через плечо на манер бандальеры ружейный ремень, с коего свисали три пары пистолей в кобурах, и засовывал под края шляпы зажжённые фитили, и когда они с двух сторон освещали его лицо, глаза его казались воистину свирепыми и дикими, и всё это, взятое вместе, придавало ему такой вид, что воображение людское не могло бы породить адской фурии, чей облик был бы более пугающим.— Чарльз Джонсон (Даниэль Дефо) «Всеобщая история пиратов»

## История

### В России
«Ольстряного дела мастера и строчники изготовляли кожаные для знамён принадлежности: помочи, тесьмы и т. п.»
«Подтоки или втоки знамённые, укреплявшиеся на нижнем конце древка, были серебряные золочёные; к ним прикреплялись помочи шёлковые, тканые, разных цветов, с пряжками, запряжниками и наконечниками серебряными золочёными»

#### Знамя, штандарт
27 ноября 1838 года было указано что панталеры у карабинеров кирасирских полков пригонять (переделать) по образцу панталер полков лёгкой кавалерии (гусар). Панталер с бушматом для носки знамён, надеваемый через левое плечо, состоял из кожаного (кожа, положенная для амуничных ремней) ремня длиною два аршина три вершка, шириною два вершка; концы ремня и середина его (у плеча) делались с выгибом, для того, чтобы плотнее прилегали к телу знаменосца; концы ремня, наложенные один на другой, продевались в медную особой формы, скобу и, обхватя её, загибались внутрь на ¾ вершка и прострачивались насквозь двумя строчками. Ремень панталера в отделке должен быть сходен с амуничными ремнями, присвоенными части войск. Панталер для штандартов в кавалерии переделывался по пехотному образцу только заменою гайки с крюком — скобою.
Панталер кавалерийский штандартный, первоначально был установлен в 1850 году для всех кавалерийских частей.
В 1871 году панталер был приведён к той форме, в которой просуществовал до 1917 года. Общая длина — 142 см, ширина 11,13 см; кожаный, обшитый в гвардии бархатом, в армии сукном, подбой у всех суконный. Ширина с обшивкой — 13,35 см. Бахрома шириною 3,3 см пришивалась по краям панталера, концами в середину. Панталер обшивался унтер-офицерским галуном зигзагом. На панталере крепилась вызолоченная или высеребренная (по прибору) скоба длиной 12,8 см, шириной 2,22 см, с крюком длиной 11,13 см.
14 марта 1876 году утверждены образцы панталеров для носки знамён в пехотных частях, и вместе с тем повелено:
- такие же панталеры иметь для знамён и во всех Казачьих войсках (для казачьих знамён и штандартов был также установлен панталер — чёрный кожаный, без обшивки, и лишь в 1912 году казакам был присвоен общекавалерийский панталер);
- сообразно с пехотными панталерами изменить покрой кавалерийского панталера, приделав к нему ремень с бушматом для ношения штандартов в пешем строю.

Для панталер формирований кавалерии и казачьих войск была предусмотрена определённая расцветка.
| Формирования                  | Обшивка                    | Подбой                  | Примечание |
| ----------------------------- | -------------------------- | ----------------------- | ---------- |
| Гвардейские кирасирские полки | Цвета погон                | Белый                   |            |
| Гвардейские драгунские полки  | Алая                       | Алый                    |            |
| Драгунские полки              | Приборного сукна           | Тёмно зелёный           |            |
| Уланские полки                | Цвета парадной шапки       | Цвета лацкана           |            |
| Гусарские полки               | Цвета шлыка парадной шапки | Цвета доломана          |            |
| Гвардейские казачьи полки     | Цвета парадного мундира    | Цвета парадного мундира |            |
| Казачьи войска                | Цвета погон                | Цвета мундира           |            |

В России советского периода использовалась русское наименование панталера — перевязь парадная.

Перевязь парадная
а) Для ношения Знамени роты почётного караула и флагов взводов Военно-воздушных сил и Военно-Морскою Флота Перевязь парадная состоит из длинного и короткого плечевых ремней и кожаного стаканчика для древка Знамени (флага). Плечевые кожаные ремни шириной 80 мм, обтянуты красным (для перевязи к флагам взводов Военно-воздушных сил и Военно-Морского Флота — голубым) лампасным сукном. По сукну настрочен позолоченный галун шириной 60 мм.
б) Для ассистентов знамёнщика перевязь парадная состоит из длинного и короткого плечевых ремней и кисти золотистого цвета. Плечевые кожаные ремни шириной 80 мм, обтянуты знамённым фаем или лампасным сукном красного (для перевязи ассистентов к флагам взводов Военно-воздушных сил и Военно-Морского Флота — голубого) цвета и обшиты по краям позолоченным галуном шириной 13 мм.— Приказ Министра обороны СССР № 29, 16 февраля 1971 г., г. Москва. "Об изменении особой парадной формы одежды для личного состава рот почётного караула"
В настоящее время панталер для ношения Боевого Знамени воинских частей ВС России состоит из длинного и короткого плечевых ремней и кожаного стакана, прикреплённого на кожаном языке. Ремни изготавливаются из двух слоёв кожи. Нижний слой обтянут оранжевой шёлковой тканью (для ВМФ — цвет ткани — синий). Верхний слой обтянут оранжевой шёлковой тканью (для ВМФ — белой). По обеим сторонам которой располагаются две продольные чёрные (для ВМФ синие) полосы, шириной 2 см каждая. Между чёрными (синими) полосами расположен узор из золотистого (для ВМФ — серебристого) галуна, шириной 2,5 см. Узор зигзагообразный (угол 90°). Края панталера окантованы золотистым (для ВМФ серебристым) галуном, шириной 0,5 см. На длинном ремне с оборотной стороны крепится ремешок из шорно-седельной кожи, шириной 2,5 см, продёрнутый в лопаточную кожаную подкладку. К короткому ремню крепится двухслойный кожаный язык с отформованным кожаным стаканом. Панталер для ассистентов знаменосца по конструкции такой же, как и для знаменосца, но без кожаного стакана, с кистями золотистого а для ВМФ — серебристого цветов.

#### Снаряжение
Панталер — элемент снаряжения гусара (кавалериста), на нём, надетом через левое плечо, носилась лядунка и прикреплялись карабин или мушкетон, во время движения располагались сзади, перед стрельбой карабин или мушкетон отцеплялись, а лядунка передвигалась вперёд на грудь. На панталере спереди были предусмотрены крепления для двух протравников, медного и стального, на тонких цепочках. Протравники представляли собой иглы для прочистки затравочного отверстия пистолета, карабина или мушкетона. У солдат и унтер-офицеров панталер был кожаный белый (гвардия) или красный, у офицеров из красной кожи и расшит золотыми нитями.

## Галерея

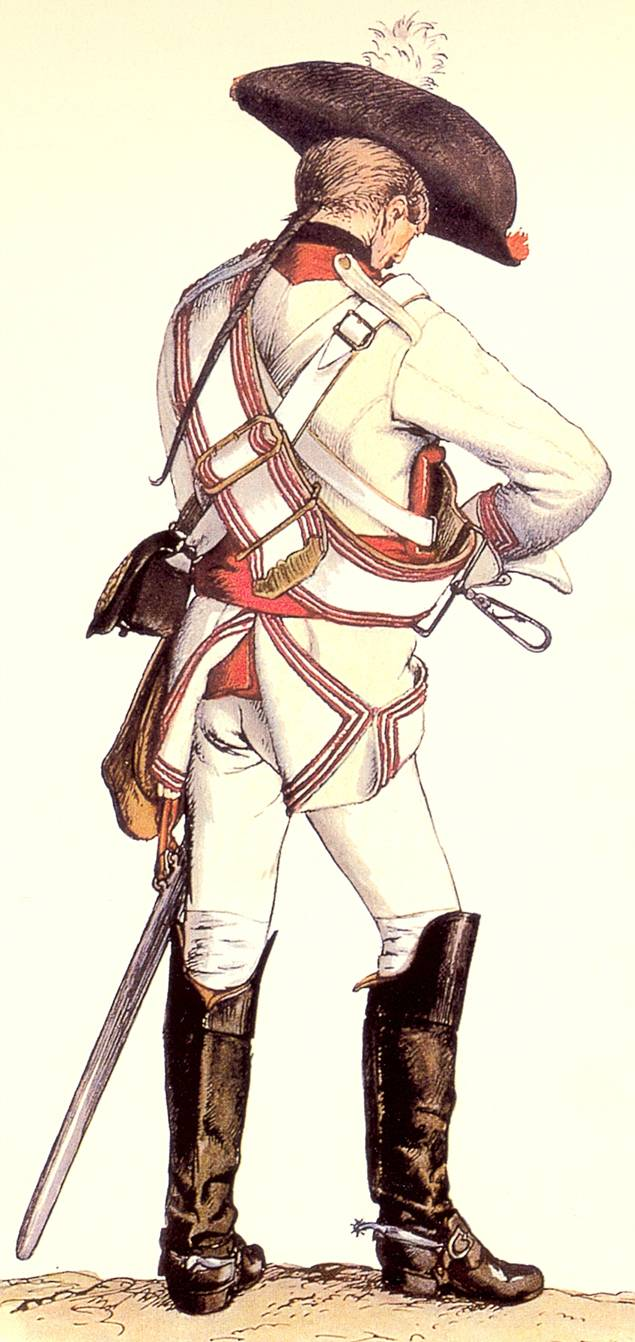
Кирасирский панталер.
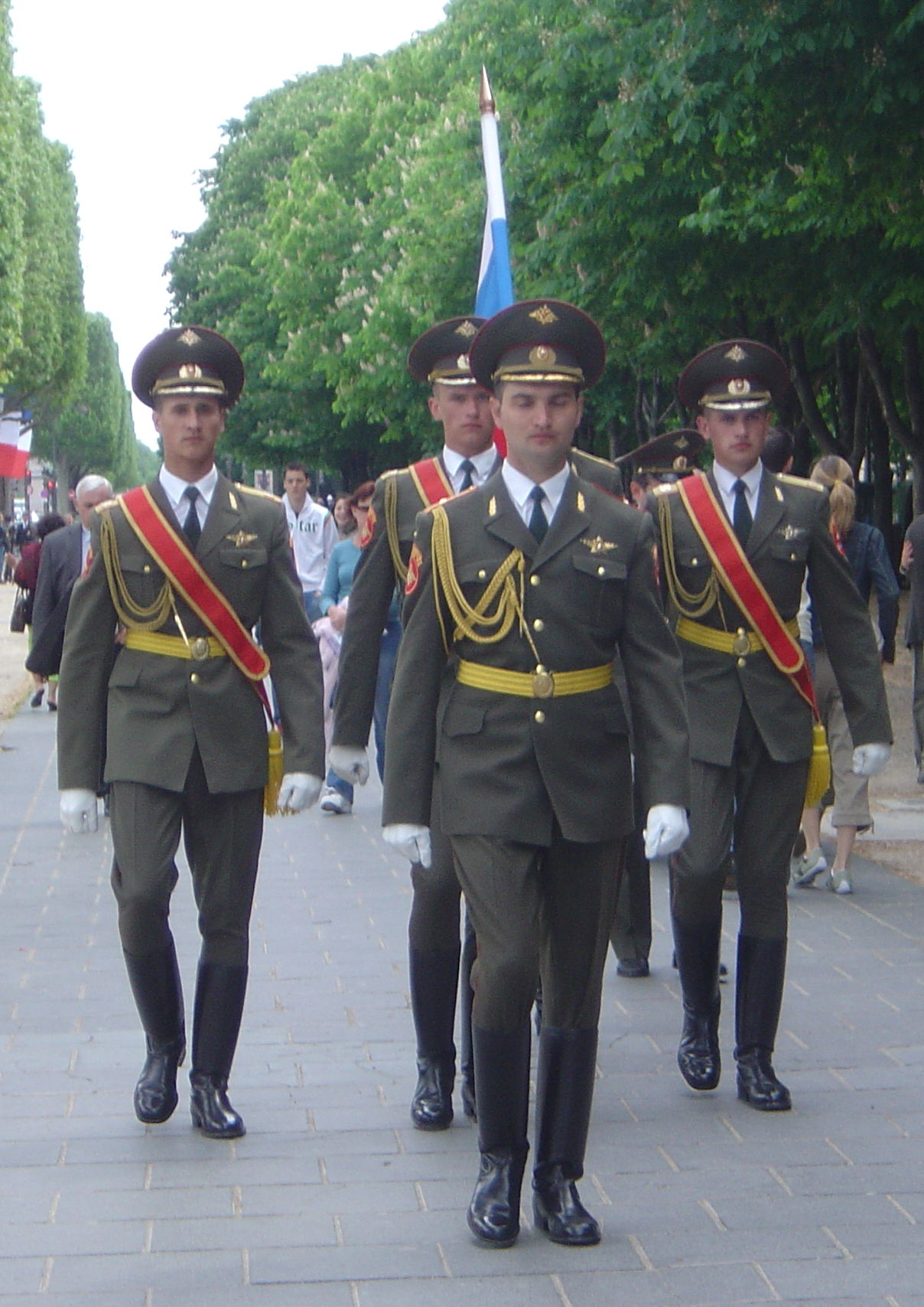
Знамённая группа 154 окп, видны панталеры, Париж, Франция, 8 мая 2005 г..
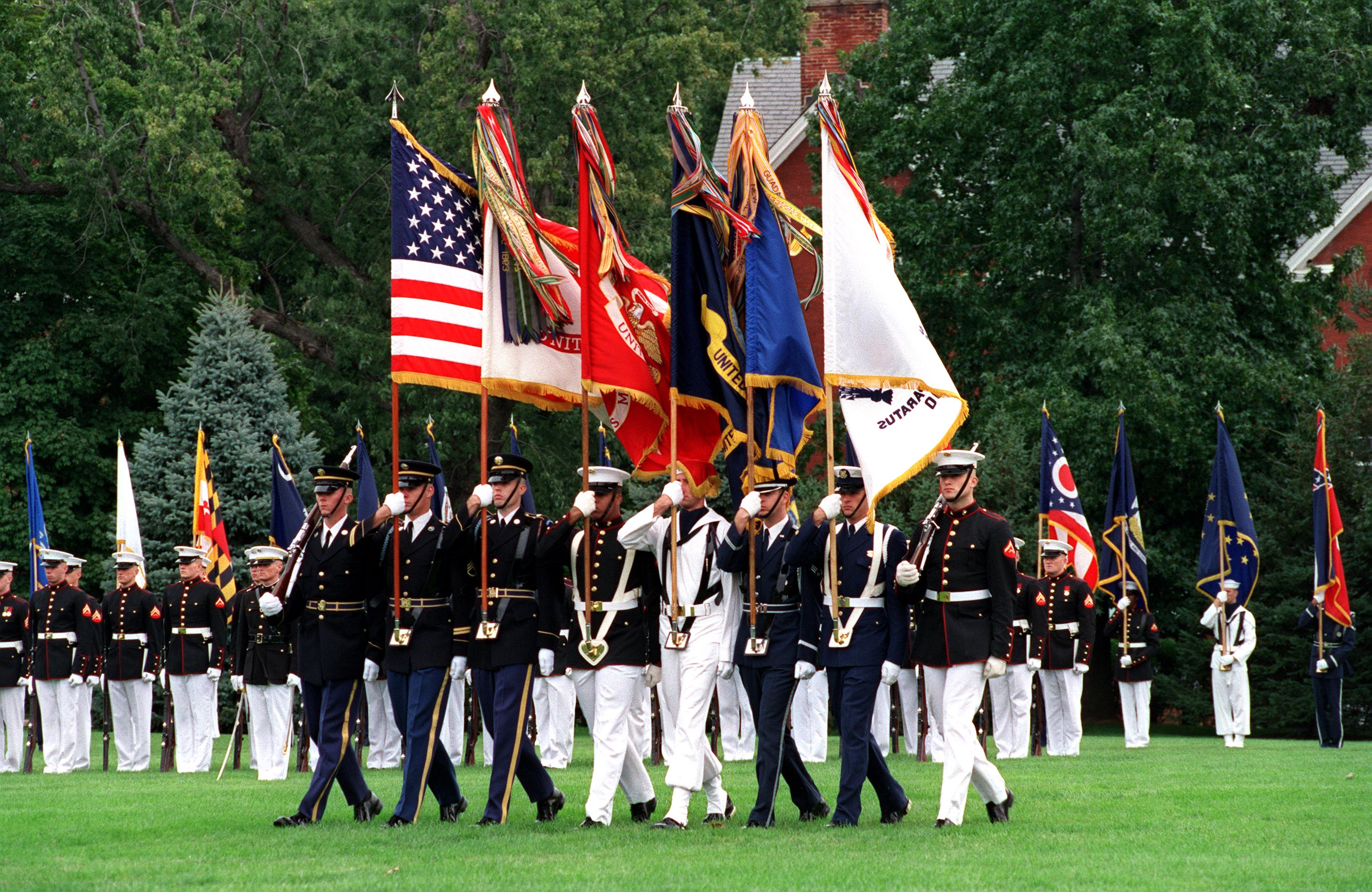
Военнослужащие ВС США со знамёнами видов ВС и родов войск, видны панталеры, 28 мая 2006 г..
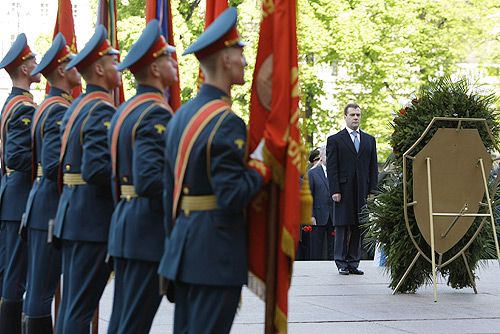
8 мая 2008 г..
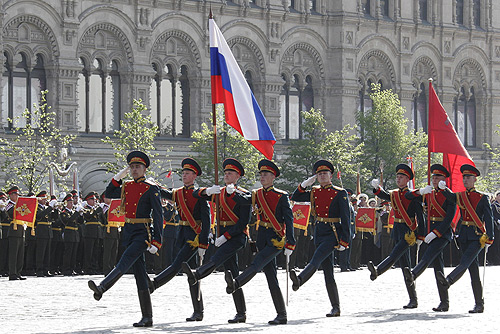
Вынос Флага России и Знамени Победы на параде 9 мая 2009 г..
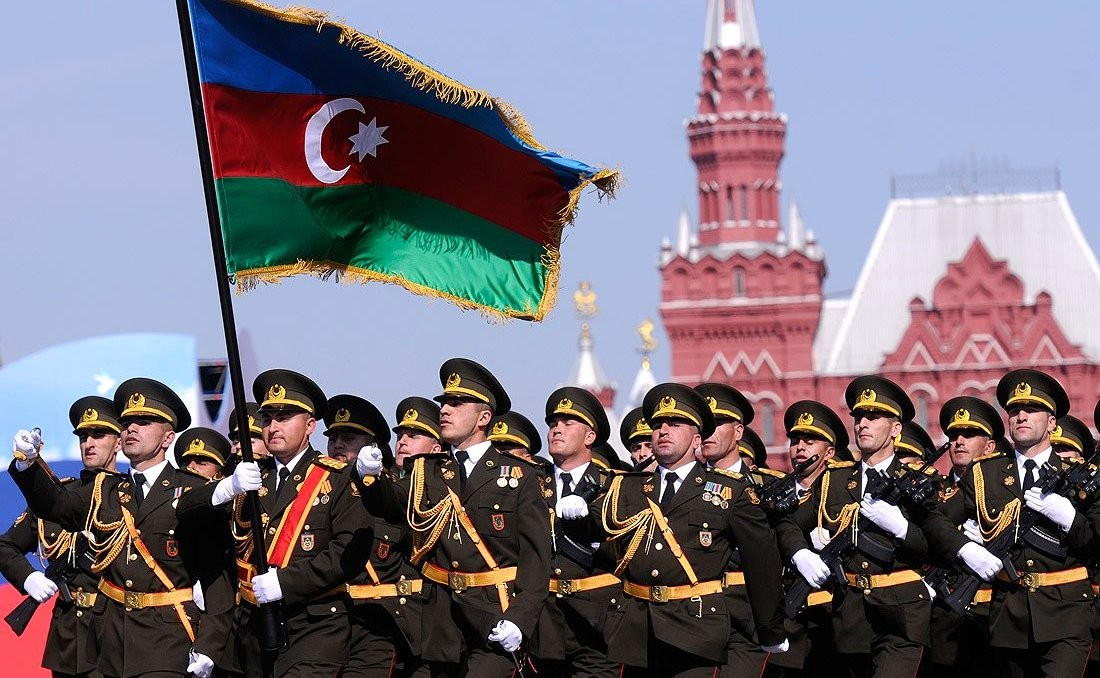
Парад Победы, Москва, 9 мая 2009 г..
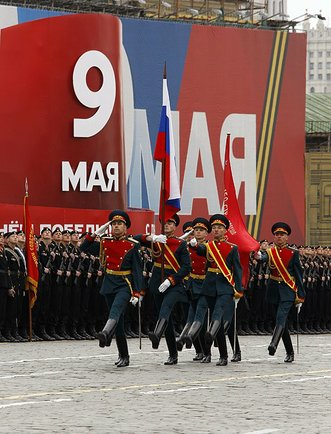
Открытие парада Победы 9 мая 2011 г.
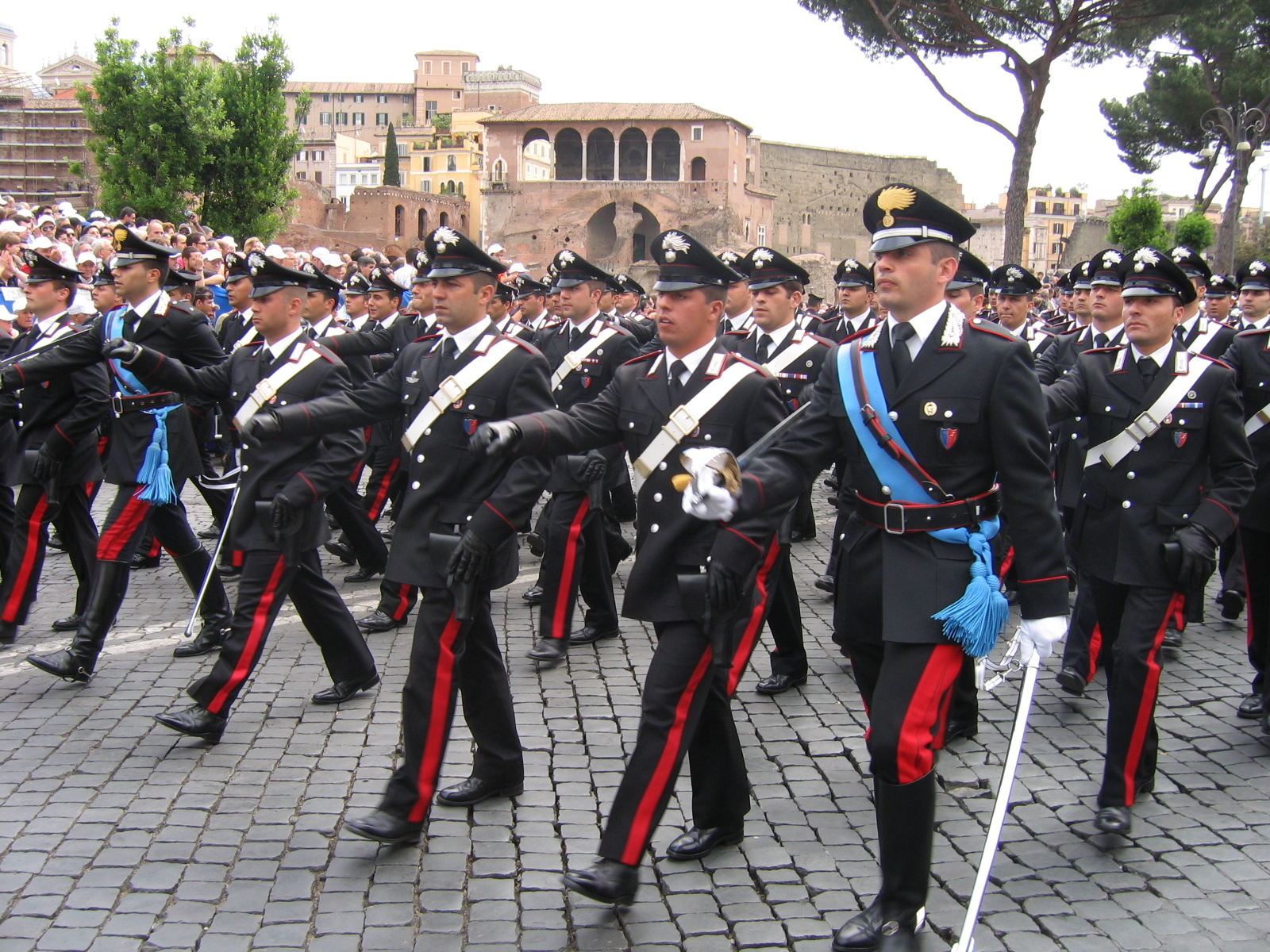
Итальянские карабинеры на параде с белыми бандольерами.